# Концы (Могилёвский район)
Концы — деревня в составе Вендорожского сельсовета Могилёвского района Могилёвской области Республики Беларусь.

## Географическое положение
Ближайшие населённые пункты: Понизов, Завережье, Воротынщина, Копейное.